# Imre Magyari
Dans le nom hongrois Magyari Imre, le nom de famille précède le prénom, mais cet article utilise l’ordre habituel en français Imre Magyari, où le prénom précède le nom.
Imre Magyari, né le 10 septembre 1894 à Debrecen et décédé le 27 avril 1940 à Budapest, est un violoniste tzigane hongrois.

## Biographie
C'est dans sa ville natale que Imre Magyari suivit l'enseignement du violon. Dès l'âge de neuf ans, son talent musical exceptionnel a attiré l'attention. En 1916, il a formé son  propre groupe à l'Hôtel Royal et c'est le début de sa réussite  professionnelle. En 1930, il était le seul violoniste à avoir acquis une telle célébrité. À plusieurs occasions il apparaît dans des films hongrois : La Marche de Rakoczi en 1933, Rosemary en 1938, Les Trois Dragons. Arturo Toscanini, Erich Kleiber, Wilhelm Furtwängler étaient des amis  personnels ainsi que Pablo Casals[réf. nécessaire].

## Discographie
On peut trouver d'anciens enregistrements (78 t. Decca) ou des rééditions sur CD (Qualiton HCD10275. 